# 054형 호위함
054형 호위함은 중국 인민해방군 해군의 4천톤급 호위함이다. 중화민국이 수입한 프랑스의 라파예트급 프리깃함과 제원이 거의 똑같다. 2척이 건조되었다. 후속함인 054A형 호위함은 32척이 건조되었다.

## 라파예트급과 비교
- 엔진:
  - Type 054: CODAD, 4x SEMT Pielstick 21,000 hp
  - La Fayette: CODAD, 4x SEMT Pielstick 21,000 hp

- 레이다:
  - Type 054: Type 363S, 중국산 탈레스 (톰슨-CSF) DRBV-15 Sea Tiger Radar
  - La Fayette: 탈레스 (톰슨-CSF) DRBV-15C Sea Tiger Mk2

- 화력통제:
  - Type 054: Type 345, 중국산 탈레스 (톰슨-CSF) Castor II
  - La Fayette: 탈레스 (톰슨-CSF) Castor 2J

- 전투관리시스템:
  - Type 054: ZKJ-4B/6, 중국산 탈레스 (톰슨-CSF) TAVITAC
  - La Fayette: 탈레스 (톰슨-CSF) TACITAC 2000 (TAVITAC 후속형)

- 함포:
  - Type 054: Type 210 100 mm 함포, 프랑스 Creusot-Loire T100C를 중국화
  - La Fayette: DCN 100 mm TR

- SAM:
  - Type 054: HQ-7 SAM, 중국산 크로탈 SAM
  - La Fayette: Crotale VT1

## 같이 보기
- 라파예트급 프리깃함 - 중화민국이 6척을 수입했다.
- 054A형 호위함 - 단거리 SAM에서 중거리 SAM으로 개량되었다.